# Amiah Miller
Amiah Miller (ur. 16 lipca 2004 w USA) – amerykańska aktorka, która wystąpiła m.in. w filmie Wojna o planetę małp.

## Filmografia

### Filmy
| Rok  | Tytuł                        | Rola           | Uwagi |
| ---- | ---------------------------- | -------------- | ----- |
| 2016 | Kiedy gasną światła          | młoda Rebecca  |       |
| 2017 | Wojna o planetę małp         | Nova           |       |
| 2017 | Trafficked                   | młoda Sara     |       |
| 2017 | House by the Lake            | Emma           |       |
| 2019 | Anastazja: Dawno, dawno temu | Megan          |       |
| 2020 | The Water Man                | Jo             |       |
| 2022 | My Best Friend’s Exorcism    | Gretchen Lang  |       |
| 2024 | Wstrzymaj oddech             | Rose Bellum    |       |
| 2025 | The Stranger in My Home      | Katie Mitchell |       |

### Telewizja
| Rok  | Tytuł                          | Rola                    | Uwagi   |
| ---- | ------------------------------ | ----------------------- | ------- |
| 2014 | Clementine                     | młoda Clementine        | film TV |
| 2015 | Niebezpieczny Henryk           | Paula Makiato           | 1 odc.  |
| 2015 | Richie Rich                    | Noah                    | 1 odc.  |
| 2015 | Przyjaciółki od czasu do czasu | dziewięcioletnia Shelby | 2 odc.  |
| 2015 | How We Live                    | Riley                   | film TV |
| 2016 | MacGyver                       | Valerie Lawson          | 1 odc.  |
| 2021 | Keeping Up with the Joneses    | Barmanka                | 1 odc.  |